# 940-es évek
Évszázadok: 9. század · 10. század · 11. század
Évtizedek: 890-es évek · 900-as évek · 910-es évek · 920-as évek · 930-as évek · 940-es évek · 950-es évek · 960-as évek · 970-es évek · 980-as évek · 990-es évek
Évek: 940 · 941 · 942 · 943 · 944 · 945 · 946 · 947 · 948 · 949

## Államok vezetői
- Zolta magyar fejedelem (Magyar Fejedelemség) (907–947)
- Falicsi magyar fejedelem (Magyar Fejedelemség) (947–955† )